# Communauté de communes du canton d'Albens
La Communauté de communes du canton d'Albens (CCCA) est une ancienne intercommunalité française, située dans le département de la Savoie en région Auvergne-Rhône-Alpes.
Le 1er janvier 2017, la CCCA fusionne avec la communauté d'agglomération du lac du Bourget et la communauté de communes de Chautagne pour former Grand Lac.
Cette communauté de communes regroupait trois communes, qui composaient le canton d'Albens tel qu'existant avant le redécoupage cantonal de 2014, avec Albens (devenue Entrelacs en 2016) pour chef-lieu.

## Géographie
La Communauté de Communes du Canton d'Albens est située à mi-chemin entre le lac du Bourget et le lac d'Annecy, dans le département de la Savoie.
Son territoire s'étend dans le pays de l'Albanais, du sommet au pied du massif de la Chambotte. Sa superficie est de 69,53 km2, laquelle correspond à celle du canton d'Albens avant son redécoupage de 2014 qui est entré en vigueur en 2015.

## Histoire
Les communes du canton d'Albens avaient décidé de se rapprocher pour créer au 1er janvier 1994 une communauté de communes de manière à rendre complémentaires les programmes et actions de chaque commune, tout en maîtrisant la pression fiscale.
Les aspirations et buts étaient et demeurent :
D'améliorer
- les services rendus à la population dans plusieurs domaines tels que, la politique culturelle (lecture, musique, peinture, sculpture, théâtre), l'animation et le développement cantonal ;
- la politique sociale en faveur des personnes âgées restant à domicile ;
- la politique de la petite enfance et de la jeunesse ;
- le développement touristique avec pour objectif le regroupement des moyens en vue d'une meilleure utilisation des deniers publics.

D'assurer la qualité de vie des habitants, par le maintien et la création d'emplois en agissant, avec la préoccupation d’un développement durable, par
- la création et le développement de zones d'activités intercommunales ;
- le développement touristique ;
- le soutien à l'agriculture, à l'artisanat, au commerce et à l'économie locale.

Le 1er janvier 2017, la Communauté d'agglomération du Lac du Bourget fusionne avec la CCCA et la communauté de communes de Chautagne pour former Grand Lac.

## Composition
L'intercommunalité regroupait lors de sa création en 1994 les huit communes de l'ancien canton d'Albens, mais six d'entre elles (Albens, Cessens, Épersy, Mognard, Saint-Germain-la-Chambotte et Saint-Girod) ont fusionné le 1er janvier 2016 en une commune nouvelle, Entrelacs. La communauté de communes n'a plus que trois membres. Elle disparaît au 1er janvier 2017 à la suite du regroupement avec Grand Lac.
| Nom               | Code Insee | Gentilé        | Superficie (km2) | Population (dernière pop. légale) | Densité (hab./km2) |
| ----------------- | ---------- | -------------- | ---------------- | --------------------------------- | ------------------ |
| Entrelacs (siège) | 73010      |                | 51,90            | 6 029 (2015)                      | 116                |
| La Biolle         | 73043      | Biollans       | 13,04            | 2 267 (2014)                      | 174                |
| Saint-Ours        | 73265      | Saint-Oursiens | 4,59             | 613 (2014)                        | 134                |

## Démographie
| 1968  | 1975  | 1982  | 1990  | 1999  | 2008  | 2010  | 2012  | 2013  |
| ----- | ----- | ----- | ----- | ----- | ----- | ----- | ----- | ----- |
| 3 900 | 3 952 | 4 791 | 5 661 | 6 509 | 7 961 | 8 185 | 8 521 | 8 658 |

### Pyramide des âges
| Hommes | Classe d’âge | Femmes |
| ------ | ------------ | ------ |
| 0,1    | 90 ans ou +  | 0,5    |
| 4,7    | 75 à 89 ans  | 6,2    |
| 12,4   | 60 à 74 ans  | 12,6   |
| 22,2   | 45 à 59 ans  | 21,3   |
| 22,2   | 30 à 44 ans  | 23,5   |
| 15,3   | 15 à 29 ans  | 14,3   |
| 23,1   | 0 à 14 ans   | 21,5   |

| Hommes | Classe d’âge | Femmes |
| ------ | ------------ | ------ |
| 0,4    | 90 ans ou +  | 1,1    |
| 6,3    | 75 à 89 ans  | 9,5    |
| 13,8   | 60 à 74 ans  | 14,7   |
| 20,9   | 45 à 59 ans  | 20,4   |
| 21,2   | 30 à 44 ans  | 20,2   |
| 18,2   | 15 à 29 ans  | 16,5   |
| 19,4   | 0 à 14 ans   | 17,5   |

## Administration

### Statut
Le regroupement de communes a dès sa création pris la forme d’une communauté de communes. L’intercommunalité est enregistrée au répertoire des entreprises sous le code SIREN 247 300 593. Son activité est enregistrée sous le code APE 8411Z

### Présidents
| Période                                  | Période | Identité      | Étiquette | Qualité                                     |
| ---------------------------------------- | ------- | ------------- | --------- | ------------------------------------------- |
| 1994                                     | 2016    | Bernard Marin | SE        | Maire d'Entrelacs, maire délégué de Mognard |
| Les données manquantes sont à compléter. |         |               |           |                                             |

### Conseil communautaire
À la suite de la réforme des collectivités territoriales de 2013, les conseillers communautaires dans les communes de plus de 1 000 habitants sont élus au suffrage universel direct en même temps que les conseillers municipaux. Dans les communes de moins de 1 000 habitants, les conseillers communautaires seront désignés parmi le conseil municipal élu dans l'ordre du tableau des conseillers municipaux en commençant par le maire puis les adjoints et enfin les conseillers municipaux. Les règles de composition des conseils communautaires ayant changé, celui-ci compte depuis mars 2014 vingt-quatre conseillers communautaires qui sont répartis selon la démographie. 
| Nombre de délégués | Communes   |
| ------------------ | ---------- |
| 12                 | Entrelacs  |
| 9                  | La Biolle  |
| 3                  | Saint-Ours |

### Bureau
Le conseil communautaire élit un président et quatre vice-présidents. Ces derniers, avec d'autres membres du conseil communautaire, constituent le bureau. Le conseil communautaire délègue une partie de ses compétences au bureau et au président. 

#### Composition du Bureau
| Nom                     | Fonctions          | Commune                                                      |
| ----------------------- | ------------------ | ------------------------------------------------------------ |
| Bernard Marin           | Président          | Maire d'Entrelacs                                            |
| Claude Giroud           | 1er vice-président | Maire délégué d'Albens, conseiller général, député-suppléant |
| Jean-François Braissand | 2e vice-président  | Maire délégué de Saint-Germain-la-Chambotte                  |
| Alain Cadan             | 3e vice-président  | 1er adjoint au Maire de La Biolle                            |
| Joëlle Pillet           | 4e vice-président  | Adjointe au maire d'Albens                                   |
| Christophe Derippe      | Membre             | Maire délégué d'Épersy                                       |
| Henri Garnier           | Membre             | Maire délégué de Saint-Girod                                 |
| Jean-Pierre Ginet       | Membre             | Maire de La Biolle                                           |
| Yves Grange             | Membre             | Maire délégué de Cessens                                     |
| Christian Rebelle       | Membre             | Maire de Saint-Ours                                          |

### Compétences
La communauté de communes exercent des actions autour de ses compétences obligatoires que sont :
- le développement économique : la Mission Emploi Entreprise a pour missions principales de faire connaître les entreprises du canton et les emplois qu'elles offrent, de proposer aux entreprises des compétences qui correspondent à leurs activités, de mettre en relation l'offre et la demande d'emploi sur le secteur local. Quatre zones d'activités sont gérées par l'intercommunalité : Chaudanne, Orly, Entre 2 et Le Sauvage.
- la petite enfance : la Communauté de communes du canton d'Albens gère trois structures « Petite Enfance » sur le canton : trois multi-accueils (Choubidou, les P'tits Pompons et La Farandole, tous à la fois des crèches et des halte-garderies), à Albens, La Biolle et à Saint-Germain-la-Chambotte. À cela s’ajoute le Relais Assistantes Maternelles et depuis deux ans le lieu d’accueil parents-enfants dénommé l’ « Ile aux Parents » à La Biolle.
- l’assainissement : qu’ils soient domestiques, industriels ou agricoles, l'intercommunalité s'occupe des rejets et du traitement, notamment dans le cadre du projet Grand Lac en faveur de la protection du lac du Bourget.
- les équipements sportifs, avec la restructuration et agrandissement du gymnase Carole Montillet.
- les transports scolaires : la communauté de communes est le relais local du Conseil départemental et l'interlocuteur privilégié des élèves et des familles. Elle assure l’inscription des élèves, délivre des titres de transport, contrôle des itinéraires, points d'arrêts, jours de fonctionnement et horaires, le paiement et contrôle des factures des transporteurs pour les services effectués. En 2013, ce sont 758 enfants qui ont été transportés sur 20 lignes de transports scolaires.
- la culture : la Communauté de communes promeut la culture à travers la gestion de la bibliothèque cantonale qu’elle gère et le soutien apporté à l’animation musicale sur le canton à travers les associations locales comme l’Ateliers des Arts, Cocktail music et Avenir d'Albens.
- la promotion touristique et le Belvédère de la Chambotte : la promotion touristique est confiée à l’Office de Tourisme d’Albens. En parallèle, une entente touristique a été constituée entre les collectivités bordant le lac du Bourget pour dynamiser le tourisme. L’action touristique majeure aura été en 2013 la création de quatre sentiers VTT représentant environ 100 km.
- le soutien à plusieurs associations majeures : des subventions sont versées chaque année pour aider au fonctionnement des associations comme l’Association de Développement et d'Animation des Communes de l'Albanais (ADACA), l’ADMR qui vient en aide aux personnes âgées, à l’Atelier des Arts, et à nombre d’associations dont Kronos qui retrace l’histoire locale.

### Identité visuelle
| Logotype de la Communauté de communes du canton d'Albens. | La Communauté de communes du canton d'Albens s’est dotée d’un logotype. |